# Marca de Montferrat
Marca de Montferrat a fost o marcă în Regatul Italiei. Aparținând inițial Mărcii Liguriei occidentale (Marca Liguriae Occidentalis) instituite de regele Berengar al II-lea de Italia în jurul anului 950, regiunea Montferrat a fost constituită ca Marca Aleramica pentru ginerele său, Aleramo. După 1574 Marca de Montferrat a fost devenit ducat.
După ce împăratu romano-german Otto I, supranumit cel Mare, a invadat Italia în anul 961 și l-a înlăturat pe regele Berengar al II-lea, el a început, le fel ca predecesorii săi, Berengar și Ugo de Italia, să redefinească marile feude din Italia. El a reorganizat regiunea de nord-vest în trei mari mărci. Liguria occidentală a fost restituuită lui Aleramo, Liguria Răsăriteană sau Marca Januensis a acordat-o lui Oberto I, iar Marca de Torino a fost constituită pentru Arduin Glaber de Torino. 
Descendenții lui Aleramo au fost mai degrabă obscuri, până în timpul marchizului Rainier, la începutul secolului al XII-lea. În jurul anului 1133 fiul lui Rainier, Guglielmo al V-lea s-a căsătorit cu Iudita de Babenberg, sora vitregă a regelui german Conrad al III-lea, moment din care prestigiul familiei a crescut. Marchizatul a intrat politicile italiene ale lui Conrad, dar și în cele ale Bizanțului, în vremea împăratului Manuel I Comnen, a constituit un precedent al poziției pro-imperiale (ghibeline) a urmașilor din Montferrat și s-a implicat în cruciade.
Conrad de Montferrat (sau Conrad I al Ierusalimului) a fost un important participant la Cruciada a treia. El a devenit de facto rege al Ierusalimului, prin căsătoria cu Isabella a Ierusalimului, la 24 noiembrie 1190, ales oficial în 1192, câteva zile înainte de a muri asasinat. 
Margraful Bonifaciu I a fost comandantul trupelor în Cruciada a patra și a creat Regatul Salonicului, în Imperiul Latin de Constantinopol, constituit în Grecia. Reunirea Salonicului, moștenit de fiul grec al lui Bonifaciu, Demetrius, cu Marca de Montferrat a devenit scopul moștenitorilor din Italia ai margrafului Bonifaciu, dar această dorință nu s-a materializat niciodată.
În secolul al XIII-lea Montferrat a oscilat o vreme între taberele guelfilor și ghibelinilor, în timpul marchizilor Bonifaciu al II-lea și Guglielmo al VII-lea. De asemenea, ei au fost nevoiți să poarte lungi războaie împotriva comunelor tot mai independente din Asti și Alessandria și au devenit purtătorii ai stindardului reînnoitei Ligi Lombarde pentru a lupta împotriva răspândirii influenței angevine Italia de nord. În acea perioadă capitala Mărcii de Montferrat era la Chivasso.
În 1305 ultimii margrafi din familia Aleram s-au stins și Montferrat fiind moștenit de familia imperială bizantină a Paleologilor, care a stăpânit până în 1533, într-o perioadă de restrângeri teritoriale. În acel an, Montferrat a fost cucerit de spanioli, sub împăratul Carol Quintul, care l-a restituit ducelui Frederic al II-lea de Mantova, din Casa de Gonzaga în 1536. Fiul său, margraful Guglielmo al X-lea a fost ridicat la rangul de duce de Montferrat în 1574, iar vechea marcă a devenit ducat.